# Onesia tessellata
Onesia tessellata är en tvåvingeart som först beskrevs av Robineau-desvoidy 1830.  Onesia tessellata ingår i släktet Onesia och familjen spyflugor.
Artens utbredningsområde är Frankrike. Inga underarter finns listade i Catalogue of Life.